# NGC 219
NGC 219 (други обозначения – MCG 0-2-128, ZWG 383.73, PGC 2522) е елиптична галактика (E) в съзвездието Кит.
Обектът присъства в оригиналната редакция на „Нов общ каталог“.